# Fabio Alberto Roversi Monaco
Fabio Alberto Roversi Monaco (* 18. Dezember 1938 in Addis Abeba) ist ein italienischer Jurist.
Er studierte Jura an der Universität Bologna (Abschluss 1962) und habilitierte sich 1967. Anschließend lehrte er bis 1972 Öffentliches Recht an der Politikwissenschaftlichen Fakultät. 1974 wechselte er an die Juristische Fakultät, zunächst als Verfassungsrechtler, ab 1977 für Verwaltungsrecht.
Ab 1973 war Roversi Monaco Mitglied im Verwaltungsrat der Universität Bologna.
Monaco war von 1985 bis 2000 Rektor der Universität Bologna. Sein Nachfolger im Amte war Pier Ugo Calzolari.
Seit 2013 ist Roversi Monaco Präsident der Investmentbank Banca IMI.
Roversi Monaco ist Großmeister der Freimaurer-Loge P2.
Roversi Monaco ist Präsident des von Claudio Abbado gegründeten Mozart-Orchesters.

## Preise und Auszeichnungen
- 1982: Komtur des Verdienstordens der Italienischen Republik[4]
- 1993: Großoffizier des Ordens des heiligen Jakob vom Schwert
- 1998: Großkreuz des Ordens Alfons X. des Weisen
- 1998: Medaglia ai benemeriti della cultura e dell'arte
- 2001: Großkreuz des Verdienstordens der Italienischen Republik[5]
- Ritter der Französischen Ehrenlegion
- Verdienstorden Pro Merito Melitensi